# Olivier Delcourt
Pour les articles homonymes, voir Delcourt.
Ne doit pas être confondu avec Olivier Dacourt.
Olivier Delcourt, né le 26 mars 1967 à Busigny, est le président du Dijon Football Côte-d'Or de 2012 à 2024.

## Biographie
Olivier Delcourt naît le 26 mars 1967 à Busigny dans le département du Nord. À l'âge de dix-sept ans, il reprend l'entreprise Drouard que son père dirigeait. Huit ans plus tard, il reprend la société Dijonnaise de Voies Ferrées en compagnie de deux associés.
En 1998, lorsque le Dijon Football Côte-d'Or est fondé, Delcourt s'implique dans le club, en tant que sponsor. En 2000, il rachète les parts de ses associés et devient la seule personne à la tête de l'entreprise DVF. Il intègre l'organigramme du DFCO en février 2011 en étant nommé président du conseil de surveillance du club. À l'été 2012, l'équipe professionnelle du club est rétrogradée de Ligue 1 en Ligue 2 et le président du club Bernard Gnecchi démissionne de son poste. À la suite d'un conseil de surveillance, Olivier Delcourt est alors nommé président du club. Peu de temps après son élection, il explique que « cela faisait déjà plusieurs saisons que Bernard [Gnecchi] souhaitait que je lui succède » mais que son entreprise « était en plein développement » et qu'il ne pouvait « prendre de telles responsabilités ».
Aujourd'hui, Olivier Delcourt est président du Dijon FCO, président de l'entreprise Dijonnaise de Voies Ferrées et président de l'entreprise H 26. Delcourt était présent sur la liste de Jacques Rousselot qui souhaitait devenir président de la Fédération française de football en 2017.